# Fox Kids
A Fox Kids a Disney Channel védjegye alatt a Fox Family Worldwide, Inc. által működtetett gyermekeknek szánt televízióadó volt, mely az USA-ban műsorblokként 1990. szeptember 8-tól 2002. szeptember 7-ig működött. A vállalkozás tulajdonosai 50–50 százalékban a News Corporation Limited és Haim Saban cége, a Saban Entertainment voltak.
A Disney 2001-ben megvette a csatornát, majd 2002-ben meg is szüntette az USA-ban a Fox Kids márkát, de Európában és még néhány más országban még tovább sugárzott a csatorna pár évig. Magyarországon 2000. szeptemberében debütált a csatorna, majd 2004. december 31-én szűnt meg. Helyét a 2004-ben még műsorblokként működő Jetix vette át 2005. január 1-jén. A váltás ellenére a csatorna műsorstruktúrája nem sokat változott. Magyarországon szinte mindegyik kábeltelevízió és előfizetéses műsorszolgáltató kínálatában szerepelt.[forrás?]
Magyarországon a csatorna hangja Heckenast László volt.

## Története
A The Fox Kids Network nevű hálózat 1990 őszén kezdte meg működését. 1996-ban összeolvadt Haim Saban Saban Entertainment, Inc. nevű cégével. 2001 októberében Saban és a News Corp eladta a vállalatcsoportot a Walt Disney Company részére. Ekkortól a cég felhagyott a gyermekprogramok sugárzásával, és a műsoridőt partnervállalatainak, például a 4 Kids Entertainmentnek, a Pokémon producerének engedte át. 2000. szeptemberében indult a magyar Fox Kids, majd 2001-ben elindult a csatorna magyar honlapja is. A Walt Disney Company 2002-ben feloszlatta az USA-beli Fox Kids márkáját, majd 2004 januárjában fokozatosan vezette be a Jetixbe. Magyarországon a Jetix először műsorblokként jelent meg a Fox Kids-en szintén 2004-ben, majd 2005. január 1-jén váltotta a Fox Kids-et, mint önálló csatorna és ezután fokozatosan minden országban megtörtént a váltás. 2008 május végén a Jetix csökkenő nézettségére hivatkozva a Disney saját animációs és élőszereplős sorozatait kezdte adni a Jetix-en szintén műsorblokként. Ezen Disney sorozatok népszerűsége miatt 2009. szeptember 19-én a Jetix is megszűnt, és Disney Channel néven folytatta tovább és sugározza a műsorait a mai napig.

## Sorozatok
- 3 jóbarát és Jerry (3 Friends & Jerry)
- A kémkutyák titkos aktái
- A kullancs
- Az új Addams Family
- Az ikrek Malibuból
- Andy, a vagány
- Álomsuli (csak MTV-s szinkronnal)
- Bobby világa
- Dennis a komisz
- Diabolik
- Digimon (1-2. évad)
- Fantastic Four- A szuper négyes
- Gógyi felügyelő
- Heathcliff
- Hogyisvanez család
- Indul a banda
- Jack, a kalóz
- Jim Button
- Kétbalkezesek
- Kölykök a 402-es tanteremből
- Louie élete
- Marina – A kis hableány (Saban's Adventures of The Little Mermaid 1991)
- Nyekk, a macska
- Oggy és a svábbogarak
- Pinokkió
- Power Rangers
- Pókember
- Pecola
- Rosszkutya
- Sámán király
- Sissi hercegnő
- Szörnytanya
- Totally Spies
- Twist Oliver (Saban's Adventures of Oliver Twist 1996)
- Vasember
- Walter Melon – Szuperhős rendelésre
- Wunschpunsch, a varázskoktél
- X-men

### A Jetix-es sorozatok listája (2004-ben)
- A Nascar fenegyerekei
- Andy, a vagány
- Bigyó felügyelő
- Lucky Luke legújabb kalandjai
- Pokémon
- Pókember
- Pókember határok nélkül
- Rube, a csodabogár
- Sonic X
- Született kémek
- Tutenstein
- Wunschpunsch, a varázskoktél